# Східно-азійська крейсерська ескадра

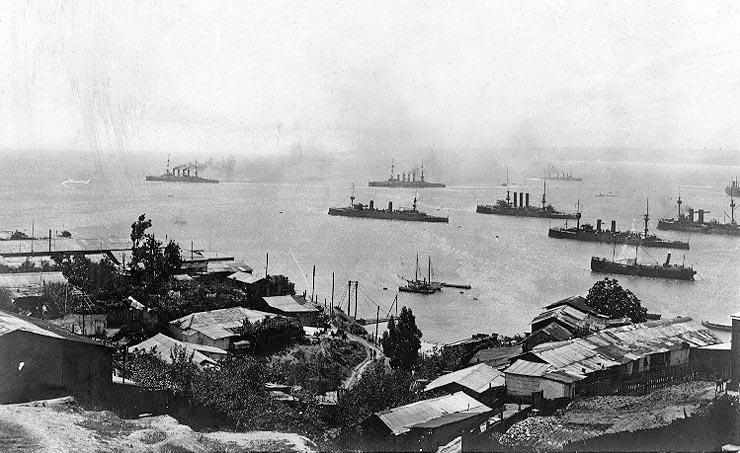
Східно-азійська крейсерська ескадра (ззаду, під парами) залишає гавань Вальпараісо в Чилі, на передньому плані чилійські крейсери

Східно-азійська крейсерська ескадра (нім. Kreuzergeschwader або Ostasiengeschwader) — ескадра Імператорського військово-морського флоту, яка діяла переважно в Тихому океані в період з середини 1890-х років і до 1914 р. Загинула, намагаючись прорватись на батьківщину після початку Першої світової війни.

## Передумови створення
Договір у Тяньцзіні від вересня 1861 року між Королівством Пруссія та Китаєм дозволив прусським військовим кораблям діяти в китайських водах. Оскільки Східна Азія набула економічного та політичного значення для нещодавно об'єднаної Німеччини, у 1881 році для цього району була створена летюча ескадра під командуванням флаг-офіцера. Оскільки африканські колонії тоді розглядали як більша цінність, в 1885 році була створена африканська крейсерська ескадра з постійним статусом, і незабаром після цього Імператорський німецький флот скоротив постійну присутність у Східній Азії до двох невеликих канонерок.

## Становлення
З початком Першої китайсько-японської війни в 1894 р. Німеччина поновила інтерес до Китаю. За повної підтримки кайзера Вільгельма II, німецьке адміралтейство створило Крейсерський дивізіон Східній Азії (Kreuzerdivision in Ostasie), який включав сучасний легкий крейсер SMS Irene та три застарілих невеликих кораблі під командуванням контр-адмірала Пола Гофмана . «Його місія стосувалася захисту німецьких інтереси та дослідження можливих місць для німецької бази в Китаї». Гофман виявив, що його кораблів недостатньо для виконання завдань, і звернувся до адміністрації з проханням замінити три застарілі кораблі. Його прохання було задоволено і він отримав броньований фрегат «Кайзер», легкий крейсер «Принцеса Вільгельм» та невеликий крейсер «Корморан». Але без бази Гофман залежав від англійців у Гонконгу, китайців у Шанхаї та японців у Нагасакі у здійсненні ремонтів та постачання своїх кораблів. Вільгельм II, його канцлер, міністр закордонних справ та військово-морський секретар — усі вважали за необхідне створення бази у Східній Азії. Посол Німеччини в Китаї поскаржився на «…  наші кораблі не можуть плавати туди-сюди тут завжди, як безхатченки».
Контр-адмірал Альфред фон Тірпіц замінив Гофмана в червні 1896 року з наказом знайти місце для бази та оцінити чотири потенційні місцевості на китайському узбережжі. Хоча Тірпіц віддав перевагу затоці в Цзяочжу, інші в уряді виступали за інші місця, навіть Тірпіц відмовився від своєї прихильності у своєму остаточному звіті. Тірпіц був відкликаний Вільгельмом II, і після повернення до Берліна він втратив інтерес до Східної Азії, оскільки йому доручили розвивати бойовий флот відкритого моря.
Контр-адмірал Отто фон Дідеріх змінив Тірпіца на посаді командира Крейсерського дивізіону. Незважаючи на те, що військово-морський флот ще не вибрав конкретний майданчик для бази через високий рівень невизначеності, Дідеріхс стверджував, що «тільки Куачоу (Kiautschou) — мета моїх зусиль».

### Захоплення Ціндао

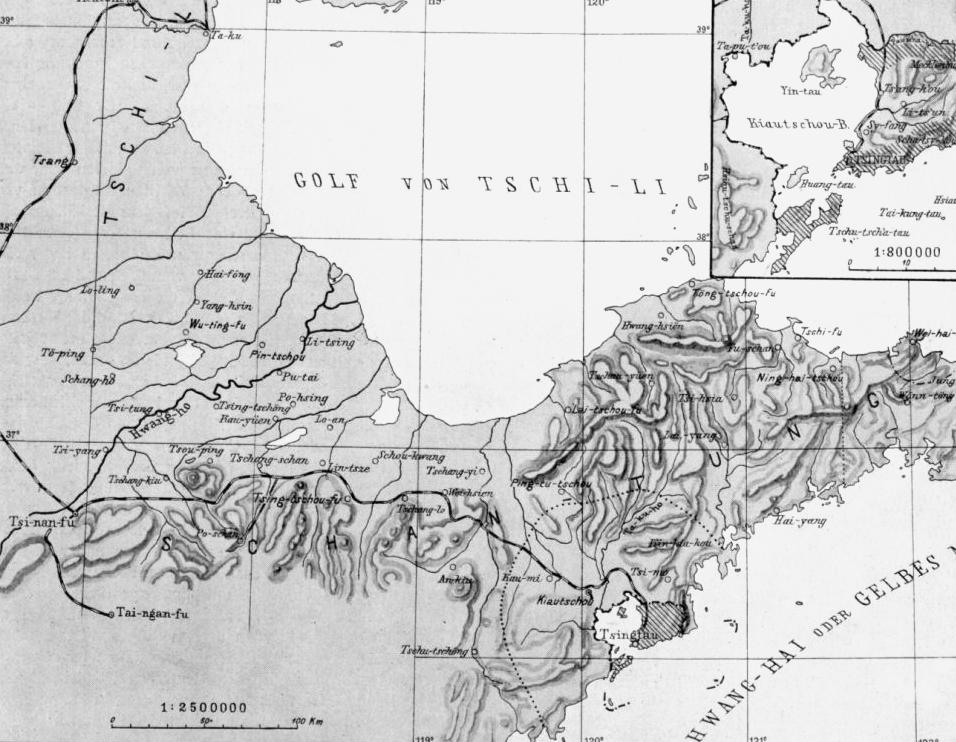
Німецька карта 1912 року на півострова Шаньдун із зображенням концесії Цзяочжоу

Німецькі пропозиції придбати це місце були відхилені, але вбивство двох німецьких місіонерів 1 листопада 1897 р. послужило приводом для контр-адмірала Отто фон Дідеріха висадити війська 14-го листопада 1897 року. Імперський військово-морський флот мав досить умовний контроль на Куачоу, поки допоки його сили у регіоні не зміцнився прибуттям бронепалубного крейсера «Кайзерін Аугуста» і в січні 1898 р. Морські піхотинці висадилися для формування гарнізону для Ціндао.
Конвенція в Пекіні 6 березня 1898 р. надала 99-річну оренду Куачоу і колонізація території розпочалася серйозно. Тоді у біднному рибальському селищі Циндао була побудована військово-морська база з усією супутньою інфраструктурою (включаючи пивоварню «Циндао») для створення станції «Ostasiatische Station» (Східноазіатська станція) Імператорського флоту.
Фон Дідеріхс був відкликаний до Берліна в 1899 році, щоб обійняти посаду начальника штабу адміралтейства. Його змінив у Цінгтао контр-адмірал принцом Генріхом Прусським . Слідом за іншими командирами Східно-азійської крейсерської ескадри контр-адмірали Керт фон Прітвіц, Фелікс фон Бендеман, Альфред Брейзінг, Карл Коерпер, Фрідріх фон Інгенол, Еріх Гюлер, Гюнтер фон Кросігк і останній командир флоту граф Максиміліан фон Шпеє. У ці роки широка програма заміни та модернізації передбачала направлення сучасних кораблів до Ціндао.

## Боксерське постання

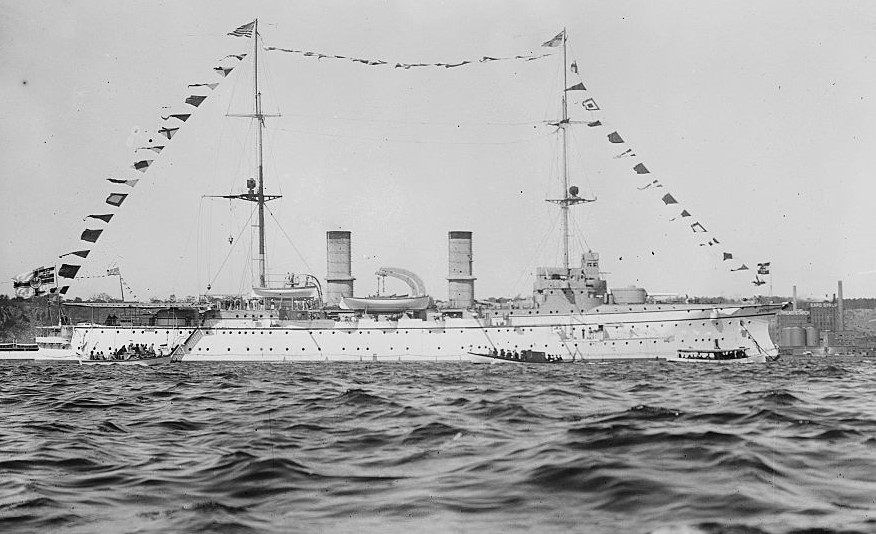
SMS Hertha як навчальний корабель після свого перебування в Китаї

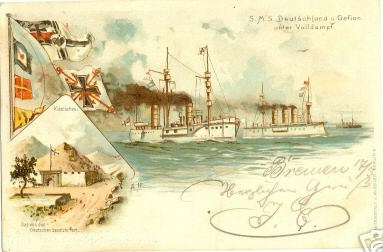
Незахищений крейсер «Гефіон» (праворуч) біля узбережжя Китаю на окупованій Німеччиною концесії Цзяочжоу. Броньований фрегат «Deutschland» знаходиться зліва.

З лютого 1900 р. до 1902 р. Адмірал Фелікс фон Бендеман командував Східно-азійською крейсерською ескадрою (Ostasiengeschwader) зі своїх флагманів «Irene», а потім «Hertha» . Коли Бендеман взяв на себе командування ескадроном Східної Азії, він виявив, що він не підготовлений до викликів, які поставив перед ним Боксерське повстання. Насправді йому довелося позичати у росіян лоції та карти у англійців, щоб діяти в Жовтому морі. Тим не менш, він енергійно просував ідею взяти форти Таку, а кораблі під його командуванням змогли внести вагомий внесок у битву при фортах Таку (1900). 8 червня 1900 року він направив великі крейсери «Ганза», «Герта» та менші крейсери «Гефіон» і «Ірен» перед фортом Таку (разом з військовими кораблями інших держав) та висадив загони морських піхотинців для захисту своїх громадян у Тяньцзіні . Лейтенант Отто Веннігер, командир «Гефіону» потім очолив десантний корпус з 500 морських піхотинців, які брали участь в так і не реалізованій експедиції для звільнення обложеного дипломатичного кварталу у Пекіні пізніше в червні.

## Перша світова війна
У 1914 р. Східно-азійська крейсерська ескадра налічувала загалом п'ять більших військових кораблів під командуванням віце-адмірала Шпеє:
- крейсери типу «Шарнхорст»
  - «Шарнхорст»
  - «Гнейзенау»
- крейсери типу «Дрезден»
  - «Емден»
- крейсери типу «Бремен»
  - «Лейпциг»
- Крейсери типу «Кьонігсберг»
  - SMS  Нюрнберг

Також до ескадри в 1914 році входили старі незахищені крейсери типу «Буссард» «Geier» та  «Корморан», міноносці S90 та «Taku», а також морехідні і річкові канонерські човни.
Після початку Першої світової війни в серпні 1914 р. ескадра фон Шпеє виявився значно слабшою як і в чисельному відношенні так і за потенціалом у порівнянні з силами Антанти в регіоні. Особливе занепокоєння адмірала викликали Імперський японський флот та Королівського австралійський флот. Він вважав, що флагман останнього, лінійний крейсер «Австралія» один перевершував його ескадру. За таких умов, не маючи можливість обороняти базу, Шпеє вирішив вийти у море, аби завдати мореплавству противника максимальної шкоди.
Початкові успіхи «Емдена» забезпечили дозвіл фон Шпеє капітану крейсера фон Мюллеру вирушити у одиночне рейдерство в Індійському океані, в той час як крейсери ескадри вирушали до східного Тихого океану та південноамериканського узбережжя. Там, у нейтральних державах з пронімецькими симпатіями (зокрема, Чилі), де фон Шпеє міг би отримати поставки. Крейсер «Корморан» залишили на базі через поганий стан його двигунів. Його озброєння зняли для оснащення захопленого російського судна «Рязань», яке стало торговим рейдером і було перейменовано «Корморан».

### Рейди «Емдена»

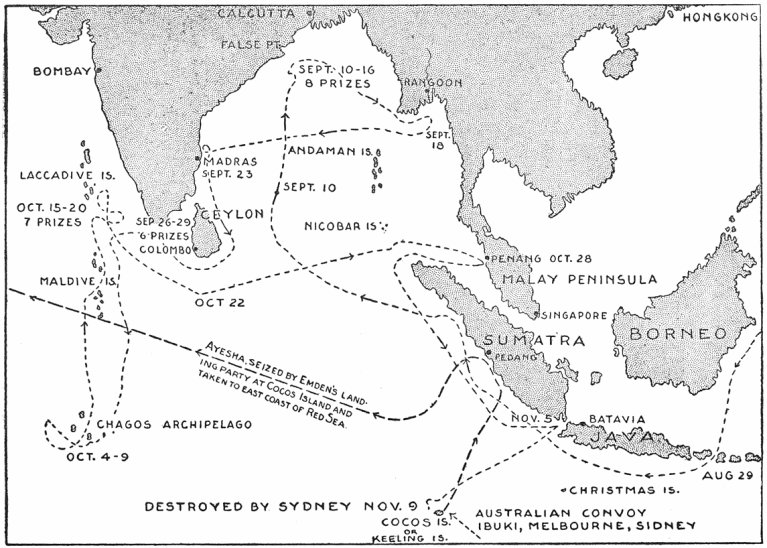
Рейди «Емдена»

«Емден» порушив торгівлю по всьому Індійському океану, перехопивши 29 кораблів і потопивши ті з них, що належать Британії чи її союзникам. У битві при Пенангу він потопив російський крейсер «Жемчуг» і французьким міноносцем «Муске», зненацька атакувавши російський корабель, що перебував в гавані. У Мадрасі крейсер вогнем артилерії знищив сховища нафти. Нарешті корабель зустрів свій кінець 9 листопада 1914 року після тривалого бою з HMAS Sydney поблизу островів Кокос.

### Похід Тихим океаном та загибель ескадри

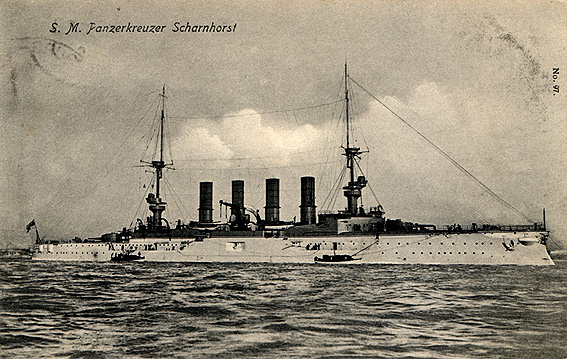
«Шарнхорст» (довоєнна поштова листівка)

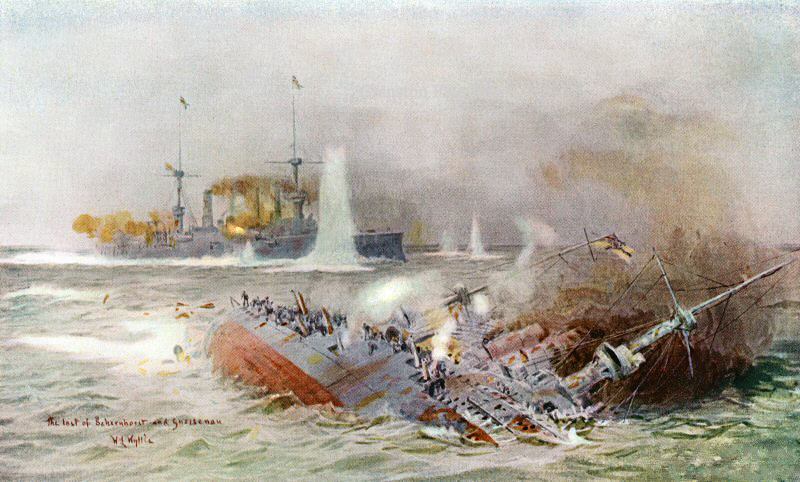
Фолклендська битва завершилась нищівною поразкою для німецької Східноазійської крейсерської ескадри

На початок Першої світової війни майже всі кораблі Станції Східної Азії були розпорошені по різних острівних колоніях під час звичайних місій. Броньовані крейсери "Шарнхорст і Гнейзенау стояли на якорі в Понеї (сучасна Мікронезія). Потім флот зустрівся поблизу острова Паган на півночі Маріанаських островів   — капітани планували логістику своєї далекої подорожі до Німеччини, а кораблі запасали вугілля. Легкий крейсер «Нюрнберг» був відправлений до Гонолулу в Гаваї, щоб отримати новини про хід війни, оскільки всі німецькі підводні кабелі через підконтрольні Британії райони були перерізані. Адмірал фон Шпеє вирушив на німецьке Самоа зі «Шарнхорстом» та «Гнейзенау», потім на схід, здійснивши бомбардування Папеєте у Французькій Полінезії. Східно-азійська крейсерська ескадра отримала вугілля від вуглярів на острові Пасхи, які до того були розкидані по стоянках по всьому Тихому океану. Легкий крейсер  «Гейєр», який не зміг добратися до Пагані, намагався приєднатися до ескадри Шпеє, поки 17 жовтня 1914 р. не був вимушений інтернуватись на Гаваях через механічні поломки. Зрозумівши, що активність союзників у Тихому океані збільшилася до такого рівня, що він втратив елемент несподіванки на тлі значно переважаючих сил противника, адмірал фон Шпеє вирішив направити ескадру навколо мису Горн в Атлантику і вирушити на північ, намагаючись досягти Німеччини. Перебуваючи біля узбережжя Чилі, ескадра зустрілася з легким крейсером «Dresden», який діяв як рейдер в Атлантиці і обійшов мис Горн, намагаючись збільшити шанси на успіх, «Дрезден» приєднався до ескадри Шпеє.
1 листопада 1914 року у бою при Коронелі ескадра розгромила британську Вест-Індійську ескадру, потопивши два британські крейсери, «Гуд гоуп» та «Монмут». Саме під час спроби повернутися додому через Атлантику основна частина ескадри була знищена 8 грудня 1914 року в битві при Фолклендських островах переважаючими британськими силами, які включали лінійні крейсери. «Дрезден» і кілька допоміжних суден уникли знищення і втекли назад до Тихого океану, де допоміжні судна були інтерновані в чилійські порти, а «Дрезден» був затоплений екіпажем, коли корабель заскочили три британські крейсери.
Чотири морехідних канонерських човни «Ілтіс», «Ягуар», «Тигр», «Luchs» та міноносці «Таку» та «S90» Східно-азійської крейсерської ескадри, що залишилися в Ціндао, були затоплені екіпажами безпосередньо перед захопленням Японією бази в листопаді 1914 р. під час облоги Ціндао. Чотири малих річкових канонерки та кілька десятків торгових та малих суден ховалися від захоплення союзників у внутрішніх водах Китаю до 1917 року, коли Китай захопив більшість із них, окрім двох річкових канонерок, які були знищені їхніми екіпажами.